# Daniel Arnsten
Daniel Arnsten, född den 24 september 1982, är en svensk före detta friidrottare (längdhopp). Han tävlade för Trångsvikens IF. Han vann SM-guld i längdhopp år 2004.

## Personliga rekord
| Utomhus - 100 meter – 11,04 (Sundsvall 24 juli 2007) - 100 meter – 10,95 (medvind 3,1 m/s) (Borås 10 augusti 2001) - Längdhopp – 7,79 (Göteborg 14 juni 2005) - Längdhopp – 7,73 (Gävle 18 juni 2005) - Tresteg – 14,57 (Västerås 12 augusti 2000) | Inomhus - 60 meter – 6,89 (Malmö 23 februari 2008) - Längdhopp – 7,31 (Göteborg 22 februari 2004) |